# Science ouverte
La science ouverte (open science ou open research en anglais) est un mouvement qui cherche à rendre la recherche scientifique et les données qu'elle produit accessibles à tous et dans tous les niveaux de la société.

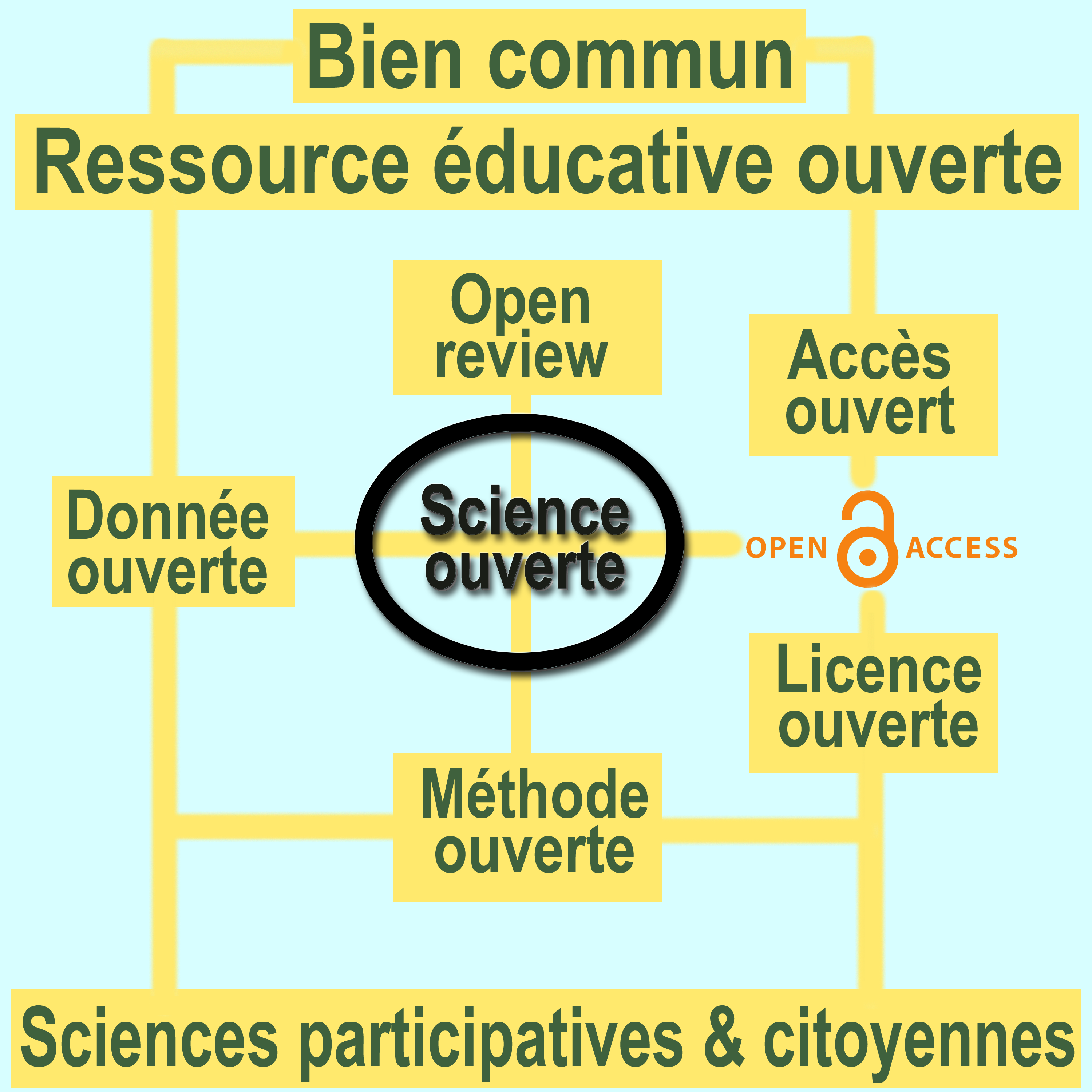
Notion de science ouverte et thèmes/enjeux connexes.

Pour cela, la science ouverte s'appuie fortement sur le recours à l'Internet ouvert, à l'open data, aux outils de travail collaboratif (dont Wikipédia, Wikiversité et Wikispecies font partie), à la formation en ligne et au web social de manière à rendre la recherche scientifique et ses données accessibles à tous (amateurs et professionnels). Parce que volontairement et activement ouverte, elle peut aussi favoriser la multidisciplinarité de la recherche et éventuellement un caractère multilingue en considérant la science et les données comme un « bien commun ».
La science ouverte serait née au XVIIe siècle avec l'apparition de la revue académique, quand la demande d'accès à la connaissance scientifique a atteint un point où il a fallu que des groupes de scientifiques de plus en plus grands, dispersés et spécialisés partagent des ressources les uns avec les autres pour pouvoir faire collectivement leur travail. Depuis, les questions de la mesure, du délai et parfois des conditions de l'ouverture sont souvent (re)discutées. Deux approches entrent souvent en conflit : le souhait pour le scientifique d'avoir accès à une grande quantité de ressources partagées, et d'autre part le désir d'entités individuelles de tirer profit de l'accès à leurs données par d'autres qu'elles-mêmes. Le statut de l'accès ouvert, ainsi que la nature et la quantité des ressources mises au service de la science ouverte varie beaucoup selon le domaine scientifique, académique ou privé.

## Principes généraux

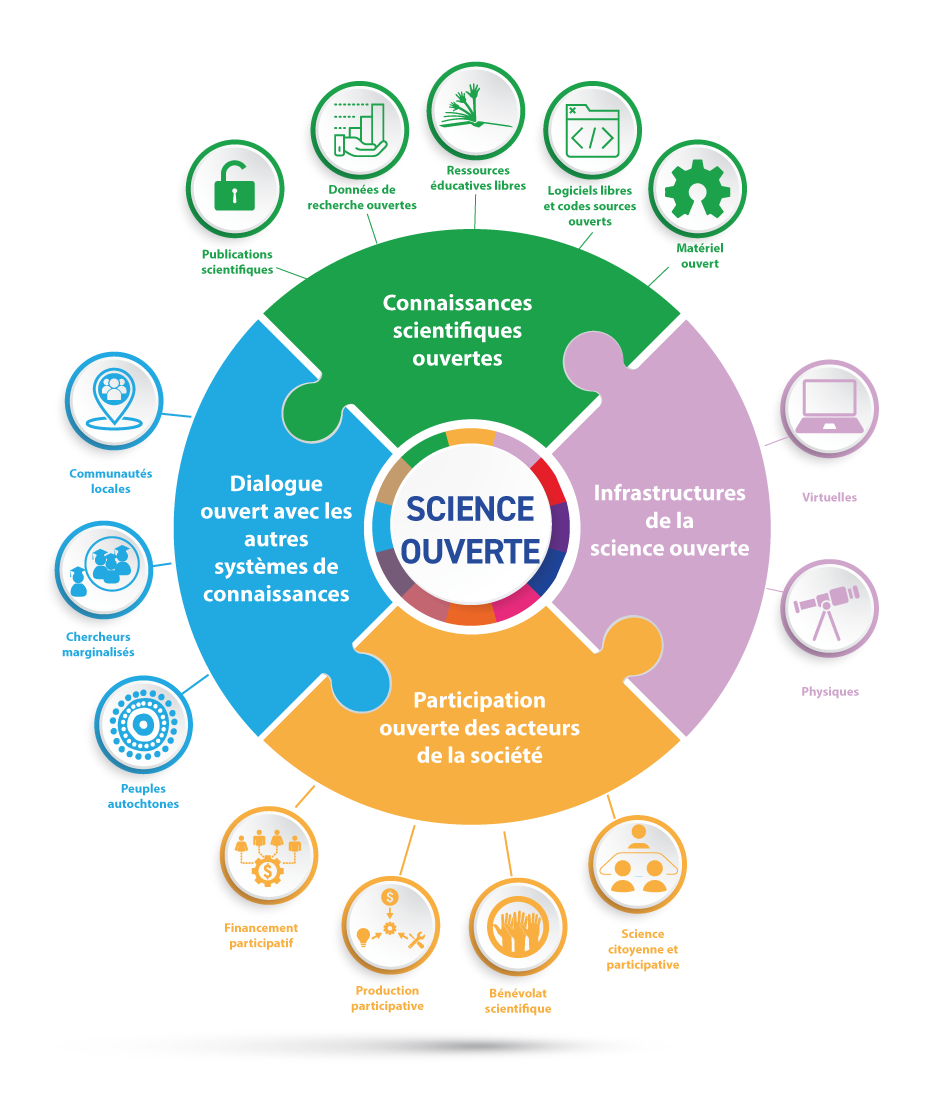
Piliers de la sciences ouverte, d'après les recommandations de l'Organisation des Nations unies pour l'éducation, la science et la culture (UNESCO, 2021).

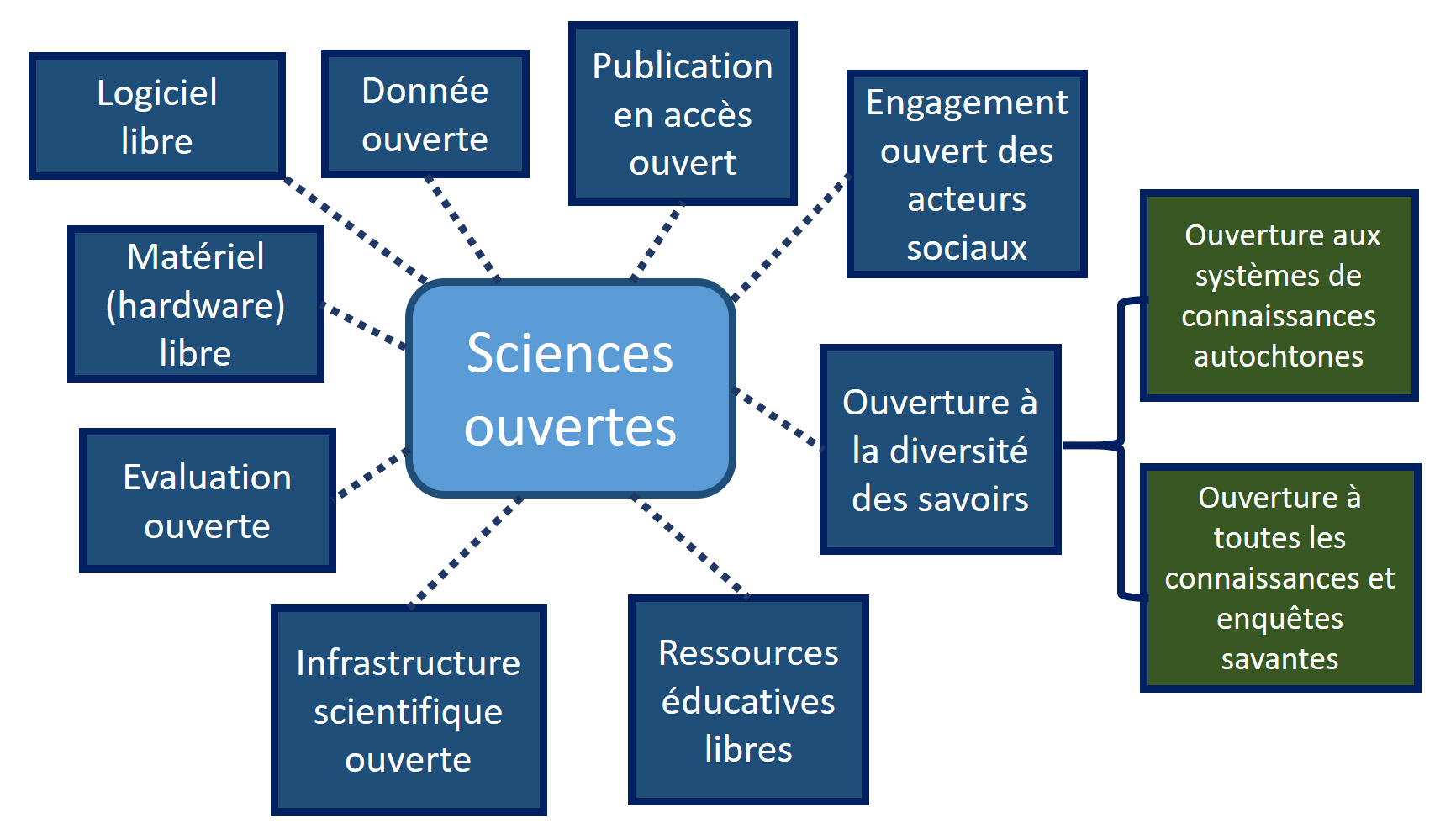
Les sciences ouvertes, vues par Ana Persic, Division de la politique scientifique et du renforcement des capacités (SC/PCB), UNESCO (Conférence sur la science ouverte, 2021 Leibniz).

De même que les régimes open source sont construits autour de l'idée de base d'un code source rendu public (noyau Linux) librement utilisable par tous et chacun, le thème central de la science ouverte est de produire des hypothèses, méthodes et protocoles clairs et partagés, soumis à des analyses critiques et des discussions visant leur amélioration et accessibles au plus grand nombre. De la même manière, les données et résultats ne sont pas confidentiels ni payants (au moins sous leur forme numérique), mais généralement mis à disposition gratuitement via l'Internet.
Les données primaires de la recherche étant affichées, elles peuvent être corroborées, critiquées ou interprétées par quiconque possédant l'expertise ou la compétence nécessaire, qui peut alors participer à l'effort de collaboration. Ainsi le produit final (des publications, le plus souvent) d'un projet relevant de la science ouverte découle généralement de nombreuses contributions, plus largement discutées, plutôt que de l'effort d'un petit groupe.
Les démarches de science ouverte peuvent être utilisées dans l'ensemble de la démarche savante ; de la formulation d'une question scientifique et d'une hypothèse scientifique à la diffusion/vulgarisation des résultats de recherche, en passant par la discussion des méthodes, données, protocoles, résultats, etc. Elles englobent des pratiques telles que la publication en accès ouvert, l'encouragement à pratiquer la science ouverte et plus généralement à faciliter une large communication des connaissances scientifiques. Elles ne s'opposent pas à la propriété intellectuelle et cherchent au contraire à pouvoir mieux tracer et attribuer les idées et données, pour des questions de vérifiabilité et de répétabilité d'expériences notamment.
Un projet financé par l'UE, dénommé Facilitate Open Science Training for European Research (FOSTER) "Faciliter la formation aux sciences ouvertes pour la recherche européenne (FOSTER), a développé une taxonomie scientifique ouverte en tant que tentative de cartographier le domaine scientifique ouvert.

## Histoire
Entendue en son sens le plus large, la science ouverte est un phénomène ancien, remontant au début du XVIIe siècle.

### Avant leXVIIesiècle: une science secrète
Dans l'Antiquité, quelques grands textes sur la nature ou la médecine circulent en Chine ou au sein des civilisations grecque, romaine et arabe. Puis, avant l'apparition des revues académiques, les scientifiques ne tentent pas de faire connaître leurs recherches. Ils dépendent de patronages aristocratiques : leurs mécènes cherchent avant tout à exploiter leur travail à des fins commerciales ou ludiques. Le savant ne vient ainsi que conforter le prestige et la notoriété de son patron, au même titre qu'un artiste ou qu'un intellectuel attaché à sa cour.
Dans ce contexte, la circulation des nouvelles scientifiques est limitée à un petit cercle de connaissances. Aussi bien Galilée que Newton recourent couramment à des techniques de cryptographie pour s'assurer que leurs écrits ne soient pas rendus publics. Les découvertes sont ainsi tenues secrètes jusqu'à ce qu'il soit envisageable d'en tirer profit.
L'absence de toute publicité s'est avérée progressivement nuisible. Les découvertes se propagent lentement et, dans certains cas, donnent lieu à des conflits d'attribution. La controverse Newton-Leibniz est emblématique des limites de ce système clos. Newton prétend avoir été le premier à poser les bases du calcul intégral, dès la décennie 1660, mais il n'a rien publié à ce sujet avant 1693. La première publication de Leibniz remonte à 1684. La publication systématique des découvertes scientifiques permet de régler la plupart de ces conflits : le découvreur a désormais une preuve tangible de sa priorité.

### L'avènement des revues et de la collaboration scientifique moderne
Les multiples déficiences du patronage aristocratique entraînent vers le milieu du XVIIe siècle l'émergence de nouveaux modèles de financement. Les premières académies se constituent au cours de la décennie 1660 : la Royal Society est créée en 1660, l'Académie des sciences voit le jour en 1666. Jusqu'en 1793, plus de 70 institutions similaires se mettent en place dans toute l'Europe.
Les revues scientifiques découlent directement des académies. En 1665, Henry Oldenburg édite les Philosophical Transactions of the Royal Society. En 1699, il existe une trentaine de revues ; en 1790, on en dénombre plus d'un millier.

### Internet et l'accès universel aux documents scientifiques
Le mouvement de la science ouverte, tel qu’il est présenté dans les discours militants et institutionnels au début du XXIe siècle, désigne différentes façons d’ouvrir la science, en particulier à l’ère d’Internet. Le premier pilier de cette science ouverte constitue le libre accès aux publications scientifiques. La conférence de Budapest organisée par l’Open Society Foundations en 2001 est décisive pour imposer cette problématique dans le paysage politique. La déclaration qui en résulte en février 2002 invite à s’appuyer sur des outils numériques tels que les archives ouvertes et les revues en accès ouvert, gratuites pour le lecteur.
Rapidement, l’idée d’ouvrir l’accès aux publications scientifiques se révèle indissociable de la question des licences libres pour garantir le droit de diffuser et éventuellement de modifier les documents partagés, telles que les licences Creative Commons, créées en 2002. En 2011, un nouveau texte de la Budapest Open Initiative se réfère explicitement à la pertinence de la licence CC-BY pour garantir une libre diffusion et non seulement un accès gratuit à un document scientifique.
Les promesses de l’ouverture permise par Internet s’élargissent ensuite aux données de la recherche, qui étayent les études scientifiques des différentes disciplines, comme mentionné dès la Déclaration de Berlin en 2003. En 2007, l’Organisation de coopération et de développement économiques (OCDE) publie un rapport sur l’accès aux données issues des recherches financées par des fonds publics, dans lequel elle les définit comme les données permettant de valider les résultats d’une recherche.
Au-delà de ses vertus démocratiques, la science ouverte entend répondre à la crise de la reproductibilité des résultats de la recherche, notamment par l’ouverture généralisée des données et des codes informatiques utilisés pour les produire ou encore par la diffusion des articles de méthode.
Le mouvement de la science ouverte inspire plusieurs mesures réglementaires et législatives à partir de la fin des années 2000. Ainsi, en 2007, l’université de Liège rend obligatoire le dépôt des publications de ses équipes dans l’archive ouverte de l’institution, Orbi. En France, la loi pour une République numérique, promulguée en 2016, crée le droit pour les chercheurs et enseignants-chercheurs de déposer le manuscrit validé d’un article scientifique dans une archive ouverte, au terme d’une période d’embargo qui suit la date de la publication dans la revue. La loi crée également le principe de réutilisation par défaut des données publiques.

## Les branches de la science ouverte

### Le libre accès aux publications scientifiques (Open Access)
Cette branche, historiquement la première du mouvement pour la science ouverte, désigne l'accès à une publication scientifique sans limite financière, juridique ou technique pour l'usager. Elle peut aussi concerner les preprints, c'est-à-dire les manuscrits d'articles non évalués ou non validés par les pairs, disponibles dans des serveurs de preprints (comme Arxiv dans le domaine de la physique par exemple).

### L'ouverture des données de la recherche (Open Research Data)
L'ouverture des données de la recherche renvoie à la possibilité pour le public d'accéder à des données scientifiques, brutes ou ayant subi des traitements. Il existe plusieurs niveaux d'ouverture : une distinction peut être faite, par exemple, entre un jeu de données qui pourra seulement être consulté et un jeu de données qui sera réutilisable pour d'autres travaux de recherche. La grande diversité des pratiques autour des données scientifiques en fonction des disciplines est un défi pour les infrastructures permettant leur diffusion et leur réutilisation.

### L'ouverture des codes de logiciel (Open Source)
Appliquées à la recherche, les pratiques d'ouverture des codes source permettent de mieux comprendre la production d'un ensemble de données ou même de réutiliser ce code pour traiter d'autres données. L’archive ouverte Software Heritage est un exemple d’infrastructure pour la conservation pérenne et ouverte des codes source réalisés par des chercheurs.

### L'évaluation par les pairs ouverte (Open Peer Review)
Souvent désignée par son nom en anglais "open peer-review", l'évaluation par les pairs ouverte désigne différentes pratiques telles que l'affichage public du nom des rapporteurs de l'évaluation d'un article, la publication du rapport d’évaluation de l'article ou encore la possibilité pour le public de commenter en ligne un article en cours d'évaluation.

### Les sciences participatives (Citizen Science)
Les sciences participatives rassemblent des pratiques assez variées consistant à impliquer un public non scientifique dans un processus de recherche.

### Les ressources éducatives libres (Open Educational Resources)
Les ressources éducatives libres sont le produit d'une démarche équivalente à celle de l'accès ouvert et de l'ouverture des données pour toutes les ressources pédagogiques : supports, enregistrements, exercices, MOOC, etc.

## Aspects juridiques
Le caractère ouvert d'une publication de recherche ou d'un logiciel ne signifie pas qu'il y ait abandon de la propriété intellectuelle, mais simplement son partage.
Dans ce contexte, le droit d'auteur n'est pas employé pour utiliser le monopole qu'il confère pour limiter l'accès ou l'usage, mais pour préciser ceux-ci, par exemple au moyen des licences dites libres telles que, notamment : 
- les licences Creative Commons
- la GNU General Public License[27].

De même, les données ne sont pas toutes rendues accessibles, ni pour toujours. Certaines, par exemple relatives à la vie privée, risquant de mettre en péril des populations ou individus, des habitats ou espèces menacées, ou encore susceptibles d'usages mafieux ou terroriste, peuvent être exclues de la diffusion par une démarche éthique volontaire des auteurs et contributeurs, ou à la demande du commanditaire de l'étude quand il existe.
Depuis les années 2000, le droit administratif de plusieurs pays et de l'Union européenne a cherché à s'adapter aux NTIC en demandant aux administrations de mettre à disposition de tous les données publiques (grandes enquêtes, recensements, données issues de la statistique publique, etc.), via l'internet et le Web 2.0 notamment. En France, les données publiques sont mises à disposition sur le portail data.gouv.fr. Pour rendre accessibles les données de recherche, le déploiement du portail recherche.data.gouv est en cours.

### Instruments normatifs internationaux
Il n'existe actuellement aucun cadre normatif international couvrant l’ensemble de la science ouverte. En novembre 2019, l'UNESCO a été chargée par ses 193 États membres, lors de leur 40e Conférence générale, de mener un dialogue mondial sur la science ouverte afin de définir des normes et de créer un instrument normatif,.
Deux cadres des Nations unies définissent des normes pour l'application de concepts liés à la science ouverte : la Recommandation concernant la science et les chercheurs scientifiques, approuvée par la Conférence générale de l’UNESCO à sa 39e session en 2017, et la Stratégie de l’UNESCO sur l’accès libre à l’information et à la recherche scientifiques, approuvée par la Conférence générale à sa 36e session en 2011.
Le processus de consultation multipartite, consultatif, inclusif et participatif visant à définir un nouvel instrument normatif sur la science ouverte a abouti à l'adoption d'une recommandation de l’UNESCO sur une science ouverte par les États membres en 2021.

### En France: la loi pour une République numérique
Promulguée en 2016, la loi pour une République numérique ou loi Lemaire, pose un cadre juridique pour l'ouverture des publications scientifiques et des données publiques (dans lesquelles sont comprises les données de la recherche publique).
Pour les publications, la loi crée une exception au droit d'auteur : quel que soit son contrat avec la maison d'édition, un auteur a le droit de déposer le manuscrit validé d’un article scientifique dans une archive ouverte, dans certaines conditions. Ce manuscrit validé doit être évalué par les pairs mais pas encore mis en page par la revue. Le dépôt du fichier dans l'archive ouverte doit se faire après un embargo différencié selon la discipline scientifique : six mois après publication pour les sciences formelles, de la vie et de la matière ; douze mois pour les sciences humaines et sociales. Enfin, le projet de recherche dont les résultats sont publiés dans l'article déposé doit être financé au moins à 50 % par des fonds publics.
Pour les données publiques, la loi autorise leur réutilisation par défaut. Cela signifie que, si aucune condition particulière ne s'y oppose (comme le respect de l'anonymat des données personnelles par exemple), des données dont la production a été financée au moins à 50 % par des fonds publics sont librement réutilisables. Cela implique que les administrations publiques doivent diffuser leurs données de manière ouverte.
En 2018, la France s'est dotée d'un Plan National pour la Science Ouverte, qui décline une série de mesures favorisant l'ouverture de la science au plus grand nombre. En 2021, suivant une feuille de route pour 2021-2024, le deuxième Plan National pour la Science Ouverte (ou PNSO2) élargit son périmètre aux codes sources produits par la recherche et annonce la création de la plateforme Recherche Data Gouv dédiée à la centralisation de données ouvertes. Il explicite également une volonté de prise en compte des pratiques de science ouverte dans les évaluations et les carrières scientifiques.
Depuis 2022, le taux d'ouverture des publications de chercheurs du CNRS est de 95 %, 80% pour les publications en cotutelle.

## Avantages, intérêts
- La science ouverte facilite le travail collaboratif et en réseau coopératif[37], participatif et éventuellement massivement distribué (pour le traitement du big data dans le domaine de la génomique, de la météo, du climat et de l'écologie par exemple). Elle favorise la transdisciplinarité, le pluralisme, la non-coercition ainsi que l'association de compétences variées dans des pays différents. Elle promeut d'ailleurs généralement la connaissance comme bien commun[38],[39].
- La science ouverte facilite et encourage la transparence, la traçabilité (l'obligation de citer la source fait partie de la plupart des licences utilisées en sciences ouvertes et c'est l'un des gages de confiance[40]), et donc une vérification plus rapide et potentiellement plus large par les pairs (sauf dans les domaines pointus où les experts sont rares).
- Les approches ouvertes offrent une meilleure réactivité (bienvenue par exemple lors d'étude et alertes scientifiques concernant les maladies émergentes, le risque sismique, des risques globaux… sur le court ou moyen terme) ; parfois les coûts de recherche peuvent être diminués (par exemple via un laboratoire virtuel).
- De nombreuses disciplines peuvent bénéficier d'outils collaboratifs et ouverts (dont de nombreux logiciels libres[41]), et en retour les améliorer ou les compléter. Souvent une discipline isolée peut aussi profiter d'outils et de connaissances mis à disposition par d'autres disciplines (par exemple des wikis et des outils sémantiques de recherche ou de classification[42]).
- Sous réserve de bonne interopérabilité, les flux de données peuvent être multi-sources et donc plus importants et rapides, et éventuellement traités de manière partagée et mutualisée. Le stockage de la donnée ouverte peut être partagé, au profit d'une meilleure reproductibilité des expérimentations et d'une meilleure diffusion de la connaissance[43],[44].
- Les étudiants peuvent rendre accessibles à peu de frais les textes requis pour leur programme d'études (devoirs, mémoires, rapports, essais, thèses…) ;
- Les outils de la science ouverte pourraient favoriser l'intégration des savoirs autochtones ou de certaines minorités (à condition que ces populations aient accès à ces outils), dans un cadre juridique permettant un partage sans appropriation[45].
- La science ouverte peut bouleverser les exercices de construction d'hypothèses (en les discutant dans un cercle plus large, en bénéficiant de plus de retours d'expérience), de même pour les processus d'évaluation de la recherche[46] ;
- L'approche semble également prometteuse pour les sciences citoyennes ; par exemple en France Tela-botanica regroupait fin 2009 environ 11 000 botanistes francophones vivant dans 35 pays différents, leur permettant de mutualiser moyens et connaissances ;
- Les systèmes ouverts d'exploitation peuvent également devenir des moyens efficaces et peu coûteux pour les gestionnaires de la recherche de transférer plus rapidement et plus largement des connaissances vers la société (et inversement parfois), ce qui permet d'optimiser l'utilisation et la réutilisation du savoir technique et scientifique, parfois par des collaborateurs parfois imprévus.
- Les bailleurs de fonds public (et privés éventuellement) ont un retour sur investissement meilleur, plus rapide et plus visible pendant que la recherche est mieux diffusée[43] ;
- En termes de facteur d'impact, les retours d'expérience sont encore jeunes, mais de nombreuses preuves montrent qu'un large partage des données, recherches et résultats peut augmenter le taux de citations des articles scientifiques (jusqu'à 69 %)[47],[43] ;
- De même les résultats de travaux de recherche publié de manière "ouverte" semblent beaucoup plus souvent cités que ceux qui ne l'ont pas été. Une revue d'études sur les effets de l'accès ouvert[48] en termes de téléchargements et de citation réalisée par Open Citation Project, et une analyse synoptique exhaustive de 31 études publiées de 2001 à 2010 faite par Alma Swan en 2010 a conclu que sur ces 31 études, 27 ont été plus citées (+ 35 % à + 600 %) contre 4 qui n'ont pas trouvé d'avantages en termes de citation[49].

## Limites et freins
Historiquement, le premier frein au libre accès aux articles académiques vient des intérêts commerciaux des maisons d’édition scientifique, dont le modèle économique repose sur l’abonnement.
Bien que des approches ouvertes soient utilisées pour des études d'épidémiologie (par exemple : cartographie de Mycobacterium tuberculosis) et de santé environnementale ou sur le thème de l'énergie à grande échelle, elles ne sont pas appropriées à des études (épidémiologiques ou environnementales) locales qui demanderaient d'avoir plus d'accès à des données personnelles, confidentielles ou ayant un impact potentiel pour la vie privée des sujets étudiés. Mais ceci vaut aussi pour la science classique.
En théorie, la science n'a pas de tabous autres que les limites éthiques qu'elle se fixe avec la société et le pouvoir politique, qui évoluent dans le temps, mais en réalité, elle dépend de crédits, d'orientations venant du secteur privé et du monde économique, voire du monde académique. Il est possible que dans certains contextes, religieux, socioéconomiques ou politiques l'ouverture et la transparence exposent plus le chercheur à des pressions ou menaces, néanmoins ces pressions et menaces peuvent alors également être plus visibles de tous, ce qui pourrait parfois aussi protéger la recherche.
Dans certains cas ou domaines, par exemple les recherches effectuées ou commanditées par des entreprises privées soucieuses de préserver le secret industriel ou commercial, les règles entourant la gestion des données peuvent rendre la recherche ouverte juridiquement difficile, coûteuse, voire impossible ou illégale.
Il a fallu plus d'une dizaine d'années pour que les scientifiques académiques, et plus encore pour le secteur privé marchand commencent à publier sur des sites de publication alternatifs et/ou ouverts. Ils préfèrent publier sur des sites payants mais qui donnent à leurs publications une valeur élevée dans leur milieu de travail, et éventuellement plus facilement monnayable sur le marché de la publication scientifique ou de la vulgarisation scientifique. Quelques grandes revues comme celles de l'éditeur PLOS ont néanmoins émergé, et depuis 2015 le nombre de publications ouvertes a bondi.

## Les acteurs en présence
Parmi les grands groupes d'acteurs du domaine figurent les éditeurs, les chercheurs (à la fois auteurs et lecteurs), les collectivités (qui financent la recherche publique et subventionnent une partie de la recherche privée) et les bibliothèques (universitaires notamment) qui payent des abonnements coûteux pour rendre accessible de nombreuses revues à leurs enseignants et/ou étudiants.
Actuellement, l'essentiel de la « recherche ouverte » semble produite par des groupes de recherche existants, issus du secteur public ou associatif (ONG). Des collectivités peuvent la soutenir ou soutenir les processus d'innovation la permettant. Depuis 2013, à l'initiative du président Barack Obama, les publications issues de recherches financées par les contribuables américains doivent être librement accessibles en ligne au moins dans les 12 mois suivant leur publication. Depuis le début du XXIe siècle, un mouvement prend de l'importance, qui voudrait imposer un accès ouvert immédiat aux articles scientifiques, au moins pour les recherches entièrement financés par la puissance publique (autrement dit par les impôts).

Fin 2019 les grands éditeurs ont déclaré à l'administration américaine qu'une telle décision (selon eux) « entraverait le processus d'examen par les pairs, étoufferait l'innovation et plongerait le secteur de l'édition dans le chaos » . L'Association of American Publishers (AAP) a écrit au président Donald Trump que ceci « nationaliserait efficacement la précieuse propriété intellectuelle américaine que nous produisons et nous obligerait à la céder gratuitement au reste du monde », affirmation cosignée par plus de 125 éditeurs et groupes impliqués dans la science (dont l'American Chemical Society, Elsevier et Wiley).
Inversement, fin décembre 2019, les 250 bibliothèques universitaires américaines membres de la Scholarly Publishing and Academic Resources Coalition « approuvent sans réserve la mise à jour de la politique actuelle et l'élimination de la période d'attente inutile de 12 mois ».

## Phénomène émergent et en cours d'organisation
Dans les années 1990-2000 surtout, avec l'avènement et la démocratisation de l'informatique, des réseaux se sont organisés, sous forme d'organisations non gouvernementales (ONG), avec par exemple The Open Research Society. Certains réseaux de scientifiques dits open scientists (chercheurs ouverts) chez les Anglo-Saxons s'appuient sur l'organisation OpenScientists.org construite autour de Wikiversité.
Une branche de Creative Commons s'est spécialisée dans la science et la recherche « ouvertes », alors que d'autres groupes se spécialisent dans la création d'outils collaboratifs ou promeuvent la recherche ouverte et la cocréation, comme Zyrist.
Parallèlement aux premiers exercices thématiques et ciblés de recherche ouverte, un effort semblable a porté sur les méthodologies scientifiques, les logiciels et les publications d'artefacts ou de constats et d'analyse d'échecs. En effet, publier les analyses d'erreurs ou d'études sans réponse permet à d'autres de ne pas refaire les mêmes erreurs ; ceci demande d'accepter de publier ses erreurs ou échecs dans le choix d'une hypothèse, d'un protocole ou de l'interprétation d'un résultat, ce qui n'est pas toujours facile. Plusieurs revues se spécialisent sur le sujet : Journal of trials an errors, Journal of pharmaceutical negative results, Journal of articles in support of the null hypothesis ; l'éditeur PLOS propose même une collection dédiée.
Des échelles plus larges sont maintenant abordées, telles que celles des méta-données scientifiques ou des sources de financement.
La science ouverte a ainsi généré des communautés « virtuelles » nouvelles, dont certaines s'organisent autour de portails généraux, d'outils de promotion de l'open science (ex : OpenScience.org, Association science et bien commun) ou plus spécifiquement autour d'intérêts financiers mutuels, par exemple en mettant en relation via une plate-forme sécurisée des mécènes (bailleurs de fonds et de subventions se disant « philanthropes » qui proposent des financements sur la base d'une éthique solidaire) avec des scientifiques (jeunes talents éventuellement) et des groupes recherchant une aide scientifique pour répondre à des défis communautaires en matière d'environnement, d'éducation, de santé environnementale, santé, sécurité publique, gestion de fondations, surveillance.

## Exemples de domaines où la science ouverte se développe
Liste non exhaustive :
- Sciences sociales
- Sciences humaines, avec par exemple l'utilisation de wikis ouverts pour la construction de grammaires, comme ARBRES, CNRS UMR 5478.
- Astronomie
- Mathématiques, avec par exemple la création d'une plateforme universelle pour les statistiques et le calcul mathématique[71], et des projets de démonstrations collaboratives, comme le projet Polymath.
- Informatique, dont appliquée à l'éducation[72].
- Musicologie, avec par exemple le projet SCRIBE d'analyse comparative assistée par ordinateur de partitions de musiques[73].
- Biologie
- Écologie et surveillance environnementale[74]
- Éducation, formation, formation en ligne (« open source research community »[75]).
- Médecine et recherche médicale : en septembre 2008, un réseau « Open Source Drug Discovery Network »[76] a été lancée en Inde pour lutter contre les maladies infectieuses communes aux pays en développement, qui devrait faciliter la diffusion et l'utilisation d'informations utiles[77]. 
Bioethics International publie un indicateur sur l’ouverture des compagnies pharmaceutiques à publier leurs résultats[78]. Début 2005, plusieurs études ouvertes ont concerné la recherche de traitements nouveaux ou améliorés pour des « maladies négligées » ou maladies rares[79],[80],[81],[82]. Un autre réseau "ouvert" propose de tester collaborativement des composés chimiques susceptibles d'être actifs contre le paludisme[83]. L'idée de réduire les inégalités sociales et environnementales face à la santé est souvent présente[84].